# Пам'ятки архітектури національного значення Запорізької області
У Запорізькій області налічується 5 пам'яток архітектури національного значення.
| № п/п             | Найменування пам'ятки                           | Зображення | Дата                            | Місцезнаходження      | Охоронний номер та номер у комплексі |
| ----------------- | ----------------------------------------------- | ---------- | ------------------------------- | --------------------- | ------------------------------------ |
| м. Запоріжжя      |                                                 |            |                                 |                       |                                      |
| 1                 | Дворянське зібрання (мур.)                      |            | 1912                            | вулиця Троїцька, 29   | 1133 / 0                             |
| 2                 | Житловий будинок (мур.)                         |            | кінець XIX — початок XX століть | Соборний проспект, 59 | 1134 / 0                             |
| 3                 | Дніпровська ГЕС                                 |            | 1927—1932                       |                       | 28-Н / 0                             |
| Бердянський район |                                                 |            |                                 |                       |                                      |
| 4                 | Земляні укріплення Захаріївської фортеці (мур.) |            | 1770                            | с. Троїцьке           | 1135 / 0                             |
| 5                 | Троїцька церква (мур.)                          |            | 1814                            | с. Обіточне           | 229 / 0                              |